# 설악중학교 (경기)
설악중학교(雪岳中學校)는 대한민국 경기도 가평군 설악면 신천리에 있는 공립 중학교이다.

## 학교 연혁
- 1955년 4월 17일 : 설악중학교 3학급 설립 인가
- 1955년 5월 25일 : 설악중학교 개교
- 1955년 5월 25일 : 제1대 송인영 교장 취임
- 1967년 11월 28일 : 설악잠업고등학교 3학급 설립 인가
- 1977년 2월 10일 : 설악중학교 12학급 증설 인가
- 2015년 2월 12일 : 제58회 졸업 86명(졸업생 누계 6,072명)
- 2020년 3월 1일 : 제25대 신순옥 교장 취임

## 참고 자료
- 설악중학교 - 한국교육학술정보원 학교알리미